# CAC 40
CAC 40 (Cotation Assistée en Continu) je najpomembnejši borzni indeks v Franciji. Začetna vrednost indeksa - 1000 točk - je bila postavljena 31. decembra 1987.

## Izračun indeksa
Indeks se izračuna kot aritmetično povprečje, ponderirano s kapitalizacijo tečajev delnic 40 največjih podjetij, ki kotirajo na pariški borzi Euronext Paris. Vsako od štiridesetih podjetij ima svoj indeks, ki je ponderiran glede na vrednost njegovih vrednostnih papirjev, ki so na voljo na trgu. Ponderiranje se razlikuje od podjetja do podjetja, odvisno od njegove kapitalizacije v prostem obtoku. Med ponderiranjem se družba skrajša na največ 15 % v CAC 40.
Od 1. decembra 2003 se pri izračunu kapitalizacije upoštevajo le delnice v prostem obtoku.
Ob delovnih dneh borze od 9.00 do 17.30 po srednjeevropskem času se indeks izračuna vsakih 30 sekund.

## Kriteriji za izbiro
Sestavo CAC 40 vsako četrtletje posodablja odbor strokovnjakov Conseilcientifique des indices (CSI). Spremembe vedno začnejo veljati tretji petek v marcu, juniju, septembru in decembru. Število delnic v prostem obtoku se pregleda vsak september.